# サンドラ・ルロフス
サンドラ・エリザベト・サアカシヴィリ＝ルロフス（グルジア語: სანდრა ელისაბედ სააკაშვილი-რულოვსი、グルジア語ラテン翻字: Sandra Elisabed Saakashvili-Rulovsi、グルジア語発音: [sɑndrɑ ɛlizɑbɛt saːk'ɑʃvili rulɔfsi]、オランダ語: Sandra Elisabeth Saakasjvili-Roelofs、オランダ語発音: [ˈsɑndra eːlisaˈbɛt saːkɑʃˈvili ˈrulɔfs]、1968年12月23日 – ）は、ジョージアの政治活動家、外交官。オランダ出身。配偶者はジョージア大統領ミヘイル・サアカシヴィリであり、2004年から2013年までジョージアのファーストレディを務めた。

## 生涯
サンドラ・ルロフスは1968年にオランダのテルネーゼンで誕生。ブリュッセルのエラスムスホゲスクール・ブリュッセルでフランス語とドイツ語を学び、1991年に卒業。続いて1993年にストラスブールの国際人権研究所の課程を受講した。ルロフスは1993年にストラスブールでサアカシヴィリと出会った後、同年末に2人でニューヨーク市に移り、コロンビア大学とオランダの法律事務所で働いた。1996年、2人はジョージアに移り、ルロフスは赤十字国際委員会とトビリシのオランダ領事館に勤務した。
ルロフスは1999年から2003年までトビリシ国立大学でフランス語の客員講師を務め、またオランダのラジオ特派員としても働いた。ルロフスは母語であるオランダ語の他、フランス語、英語、ドイツ語、ロシア語、ジョージア語も話すことができる。ルロフスは2008年にジョージア国籍を取得し、オランダとジョージアの二重国籍となった。
2016年、ルロフスは統一国民運動から国会議員選挙に立候補。ルロフスは小選挙区においてズグディディ地区の候補として戦い、また比例代表においては党の名簿リスト第2位に登録された。選挙は10月8日に実施され、統一国民運動は全国区の比例代表で27議席を獲得した。一方、ズグディディ地区で行われた投票について一部の投票所の結果が無効となったため、10月22日に再投票が行われ、ルロフスは小選挙区で得票率44.8パーセントとなり、ジョージアの夢＝民主ジョージアのエディシェル・トロライア候補（得票率48.63パーセント）に次ぐ2位となった。結果、小選挙区での法定得票率50%を獲得した候補がなかったため、上位2名による決選投票が10月30日に実施される運びとなった。しかしながらルロフスは10月23日の地方紙のインタビューにおいて、ズグディディ地区での公式結果が偽造されたと主張し、「勝利を盗まれた」と述べた。そして「不公正な選挙」の戦いを辞退すると表明し、決選投票の実施を拒否した。11月7日、ルロフスは党の比例代表名簿についても放棄したことで、この選挙におけるジョージア国会議員への道は消滅した。

## 家族
ルロフスとサアカシヴィリは、息子2人をもうけた。
1. エドゥアルド（1995年生）
2. ニコロズ（2005年生）

## 伝記
ルロフスの自伝書『The Story of an Idealist』（2005年）は、ジョージア語、ロシア語、ウクライナ語、ポーランド語、トルコ語、英語に翻訳されている。

## 慈善活動
1998年、ルロフスは慈善活動財団SOCOを設立した。SOCOは西ヨーロッパおよびジョージアの企業や個人が資金を拠出するプログラムを軸に、低所得世帯を支援することを目的としている。2007年に新しい目標を設定して以降、SOCOはジョージアでリプロダクティブ・ヘルスと児童福祉のケアを積極的に追求してきた。また2007年、ルロフスはジョージアで初のクラシック音楽専門ラジオ局「ラジオ・ムザ」を設立し、2014年まで運営した。
ジョージアのファーストレディとしての在任中、ルロフスは結核撲滅パートナーシップ大使を務め、また世界保健機構欧州部会におけるミレニアム開発目標を推進する親善大使も務めた。ルロフスは2012年から2015年にかけて、世界エイズ・結核・マラリア対策基金理事を務めた。